# كولبيرت (أوكلاهوما)
كولبيرت (بالإنجليزية: Colbert, Oklahoma)‏ هي معلم جغرافي تقع في الولايات المتحدة في مقاطعة براين، أوكلاهوما. يقدر عدد سكانها بـ 1,140 نسمة ومساحتها 2.8 كم2 وترتفع عن سطح البحر 202 متر.

## التركيبة السكانية
حدّد مكتب تعداد الولايات المتحدة بيانات التركيبة السكانية لكولبيرت في تعداد الولايات المتحدة. في ما يلي، التركيبة السكانية حسب تعدادي 2000 و2010.

### تعداد عام 2000
بلغ عدد سكان كولبيرت 1,065 نسمة بحسب تعداد عام 2000، وبلغ عدد الأسر 428 أسرة وعدد العائلات 275 عائلة مقيمة في البلدة. في حين سجلت الكثافة السكانية 371.1 نسمة لكل كيلومتر مربع (961.1/ميل2). وبلغ عدد الوحدات السكنية 493 وحدة بمتوسط كثافة قدره 171.8 لكل كيلومتر مربع (445.0/ميل2).
وتوزع التركيب العرقي للبلدة بنسبة 73.33% من البيض و17.18% من الأمريكيين الأفارقة و4.51% من الأمريكيين الأصليين و0.09% من الأمريكيين ذوي الأصول الآسيوية و0.28% من الأعراق الأخرى و4.60% من عرقين مختلطين أو أكثر و1.60% من الهسبانيون أو اللاتينيون من أي عرق.
بلغ عدد الأسر 428 أسرة كانت نسبة 32.9% منها لديها أطفال تحت سن الثامنة عشر تعيش معهم، وبلغت نسبة الأزواج القاطنين مع بعضهم البعض 44.6% من أصل المجموع الكلي للأسر، ونسبة 11.7% من الأسر كان لديها معيلات من الإناث دون وجود شريك، بينما كانت نسبة 7.9% من الأسر لديها معيلون من الذكور دون وجود شريكة وكانت نسبة 35.7% من غير العائلات. تألفت نسبة 31.8% من أصل جميع الأسر من عدة أفراد يعيشون في نفس المنزل ونسبة 15.9% كانت تتألف من شخص يعيش بمفرده يبلغ من العمر 65 عاماً أو أكثر. وبلغ متوسط حجم الأسرة المعيشية 2.40، أما متوسط حجم العائلات فبلغ 3.00.
بلغ العمر الوسطي للسكان 38.8 عاماً. وكانت نسبة 23% من القاطنين تحت سن الثامنة عشر، وكانت نسبة 9.3% بين الثامنة عشر والرابعة والعشرين عاماً، ونسبة 25.4% كانت واقعةً في الفئة العمرية ما بين الخامسة والعشرين والرابعة والأربعين عاماً، ونسبة 22.2% كانت ما بين الخامسة والأربعين والرابعة والستين، ونسبة 16.7% كانت ضمن فئة الخامسة والستين عاماً فما فوق. يوجد لكل 100 أنثى 86.6 ذكر، ويوجد لكل 100 أنثى في الثامنة عشر من عمرها فما فوق 79.2 ذكر.
بلغ متوسط دخل الأسرة في البلدة 26,304 دولارًا، أما متوسط دخل العائلة فبلغ 30,250 دولارًا. وكان متوسط دخل الذكور 25,417 دولارًا مقابل 15,962 دولارًا للإناث. وسجل دخل الفرد الخاص بالبلدة 12,447 دولارًا. وكانت نسبة 11.6% من العائلات ونسبة 15.1% من السكان تحت خط الفقر، وكان من هؤلاء نسبة 15.4% تحت سن الثامنة عشر ونسبة 24.2% في الخامسة والستين من العمر وما فوق.

### تعداد عام 2010
بلغ عدد سكان كولبيرت 1,140 نسمة بحسب تعداد عام 2010، وبلغ عدد الأسر 476 أسرة وعدد العائلات 299 عائلة مقيمة في البلدة. في حين سجلت الكثافة السكانية 397.2 نسمة لكل كيلومتر مربع (1,028.7/ميل2). وبلغ عدد الوحدات السكنية 531 وحدة بمتوسط كثافة قدره 185 لكل كيلومتر مربع (479.1/ميل2).
وتوزع التركيب العرقي للبلدة بنسبة 70.79% من البيض و12.46% من الأمريكيين الأفارقة و4.39% من الأمريكيين الأصليين و0.26% من الأمريكيين ذوي الأصول الآسيوية و2.37% من الأعراق الأخرى و9.74% من عرقين مختلطين أو أكثر و4.91% من الهسبانيون أو اللاتينيون من أي عرق.
بلغ عدد الأسر 476 أسرة كانت نسبة 27.9% منها لديها أطفال تحت سن الثامنة عشر تعيش معهم، وبلغت نسبة الأزواج القاطنين مع بعضهم البعض 42.9% من أصل المجموع الكلي للأسر، ونسبة 15.3% من الأسر كان لديها معيلات من الإناث دون وجود شريك، بينما كانت نسبة 4.6% من الأسر لديها معيلون من الذكور دون وجود شريكة وكانت نسبة 37.2% من غير العائلات. تألفت نسبة 32.8% من أصل جميع الأسر من عدة أفراد يعيشون في نفس المنزل ونسبة 15.8% كانت تتألف من شخص يعيش بمفرده يبلغ من العمر 65 عاماً أو أكثر. وبلغ متوسط حجم الأسرة المعيشية 2.32، أما متوسط حجم العائلات فبلغ 2.95.
بلغ العمر الوسطي للسكان 43.9 عاماً. وكانت نسبة 21.6% من القاطنين تحت سن الثامنة عشر، وكانت نسبة 8% بين الثامنة عشر والرابعة والعشرين عاماً، ونسبة 22.3% كانت واقعةً في الفئة العمرية ما بين الخامسة والعشرين والرابعة والأربعين عاماً، ونسبة 26.6% كانت ما بين الخامسة والأربعين والرابعة والستين، ونسبة 21.6% كانت ضمن فئة الخامسة والستين عاماً فما فوق. وتوزع التركيب الجنسي للسكان بنسبة 47.5% ذكور و52.5% إناث.